# 所管
| ウィキペディアには「所管」という見出しの百科事典記事はありません（タイトルに「所管」を含むページの一覧/「所管」で始まるページの一覧）。 代わりにウィクショナリーのページ「所管」が役に立つかもしれません。 |